# Nannoperca variegata
Nannoperca variegata là một loài cá trong họ Percichthyidae. Chúng được tìm thấy ở cả Ewens Ponds và Deep Creek, Nam Úc và several tributaries of the Glenelg River in Victoria.